# Alcácer ibne Gaxir
Alcácer ibne Gaxir (em árabe: قصر بن غشير; romaniz.: Qasr bin Ghashir) é uma localidade da Líbia, situada no distrito de Trípoli. Entre 1983 e 1987, foi capital do distrito de Alcácer ibne Gaxir.